# S. Z. Sakall

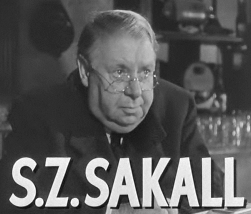
Dans Whiplash (1948)

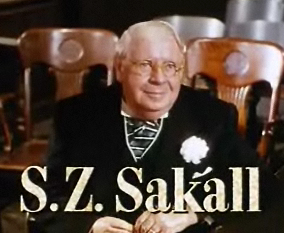
Dans Le Joyeux Prisonnier (1953)

S. Z. Sakall (de son nom de scène hongrois Szőke Szakáll « barbe blonde » ou Gerő Jenő) est un acteur hongrois, né Sándor Gärtner le 2 février 1883 à Budapest (Hongrie), mort d'une crise cardiaque le 12 février 1955 à Los Angeles (Californie).

## Biographie
S. Z. Sakall débute au cinéma en 1917, dans sa Hongrie natale, avant de tourner plusieurs films en Allemagne, de 1926 à 1933, année de l'arrivée au pouvoir des nazis. De confession juive, il est contraint de retourner en Hongrie. Il joue alors, jusqu'en 1937, dans des films hongrois, autrichiens, une coproduction austro-italienne et même un film britannique. Lorsque les troupes d'Adolf Hitler envahissent la Hongrie en 1940, lui et sa femme parviennent à quitter le pays pour les États-Unis (plusieurs membres de sa famille périront, eux, dans les camps de concentration).
Il participe à son premier film américain en 1940 et à son dernier en 1954. Dans l'intervalle, désormais établi aux États-Unis, on le verra surtout dans des comédies et films musicaux, à quelques exceptions près, dont le mythique Casablanca (1942) qui lui offrira un de ses rôles les plus connus.
Il est diversement crédité aux génériques de ses films (notamment : « Szöke Szakall » en Europe, « S.K. Sakall », « S.Z. 'Cuddles' Sakall »…).

## Filmographie partielle
- 1917 : A Dollárnéni de Lajos Lázár
- 1926 : Wenn das Herz der Jugend spricht de Fred Sauer
- 1927 : Maquillage (Du hält die Welt den Atem an) de Felix Basch
- 1928 : Rutschbahn de Richard Eichberg
- 1928 : Der fidele Bauer de Franz Seitz
- 1929 : Großstadtschmetterling de Richard Eichberg
- 1930 : Deux Cœurs, une valse (Zwei Herzen im Dreiviertel-Takt) de Géza von Bolváry : le directeur du théâtre
- 1930 : Komm' zu mir zum Rendez-vous de Carl Boese
- 1930 : Susanne macht Ordnung d'Eugen Thiele
- 1931 : Der Stumme von Portici de Kurt Gerron
- 1931 : Die Frau von der man spricht de Victor Janson
- 1931 :  Le Traître de Karel Lamač et Martin Frič
- 1932 : Streichquartett de Richard Löwenbein (Court métrage, sur une histoire de S.Z. Sakall)
- 1932 : Gräfin Mariza de Richard Oswald
- 1932 : Mädchen zum Heiraten de Wilhelm Thiele
- 1933 : Tokajerglut de Viktor Gertler
- 1933 : Eine Frau wie Du de Carl Boese
- 1933 : Großfürstin Alexandra de Wilhelm Thiele
- 1933 : Pardon, tévedten de Steve Sekely et Géza von Bolváry
- 1933 : Les Voix du printemps de Paul Fejos
- 1934 : Mindent a nöért ! de Béla Gaál et Géza von Cziffra
- 1935 : Il diaro di una donna amata d'Henry Koster
- 1935 : Bretter, die die Welt bedeuten de Kurt Gerron
- 1935 : Viereinhalb Musketiere de László Kardos
- 1935 : Tagebuch der Geliebten d'Henry Koster
- 1936 : Barátságos arcot kéret de László Kardos
- 1937 : The Lilac Domino de Friedrich Zelnik
- 1937 : Bubi de Béla Gaál
- 1940 : La Douce Illusion (It's a Date) de William A. Seiter
- 1940 : My Love Came Back de Curtis Bernhardt
- 1940 : Florian d'Edwin L. Marin
- 1940 : Chanson d'avril (Spring Parade) d'Henry Koster
- 1941 : The Man Who Lost Himself d'Edward Ludwig
- 1941 : Le Diable s'en mêle (The Devil and Miss Jones) de Sam Wood
- 1941 : Une nuit à Rio (That Night in Rio) d'Irving Cummings
- 1941 : Boule de feu (Ball of Fire) d'Howard Hawks
- 1942 : Broadway de William A. Seiter
- 1942 : La Glorieuse Parade (Yankee Doodle Dandy) de Michael Curtiz
- 1942 : Sept Amoureuses (Seven Sweethearts) de Frank Borzage
- 1942 : Casablanca de Michael Curtiz
- 1943 : Fleur d'hiver (Wintertime) de John Brahm
- 1943 : Remerciez votre bonne étoile (Thank your Lucky Star) de David Butler
- 1944 : L'amour est une mélodie (Shine on Harvest Moon) de David Butler
- 1944 : Hollywood Canteen de Delmer Daves : Cameo
- 1945 : Le Joyeux Phénomène (Wonder Man) de H. Bruce Humberstone
- 1945 : Joyeux Noël dans le Connecticut (Christmas in Connecticut) de Peter Godfrey
- 1945 : Les Dolly Sisters (The Dolly Sisters), de Irving Cummings
- 1946 : Cinderella Jones de Busby Berkeley
- 1946 : Ne dites jamais adieu (Never Say Goodbye), de James V. Kern
- 1946 : La Fille et le Garçon (The Time, the Place and the Girl) de David Butler
- 1946 : Two Guys from Milwaukee de David Butler
- 1947 : Cynthia de Robert Z. Leonard
- 1948 : Romance à Rio (Romance on the High Seas) de Michael Curtiz
- 1948 : Whiplash de Lewis Seiler
- 1949 : Il y a de l'amour dans l'air (My Dream is Yours) de Michael Curtiz et Friz Freleng
- 1949 : Le Grand Tourbillon (Look for the Silver Lining) de David Butler
- 1949 : Amour poste restante (In the Good Old Summertime) de Robert Z. Leonard
- 1949 : Toute la rue chante (Oh, You Beautiful Doll) de John M. Stahl
- 1950 : Montana de Ray Enright
- 1950 : Les Filles à papa (The Daughter of Rosie O'Grady)
- 1950 : No, no, Nanette (Tea for Two) de David Butler
- 1951 : Sugarfoot d'Edwin L. Marin
- 1951 : Escale à Broadway (Lullaby of Broadway) de David Butler
- 1951 : Elle cherche un millionnaire (Painting the Clouds with Sunshine) de David Butler
- 1951 : It's a Big Country de Clarence Brown, Don Hartman, Richard Thorpe ...
- 1953 : Le Joyeux Prisonnier (Small Town Girl) de László Kardos
- 1954 : Le Prince étudiant (The Student Prince) de Richard Thorpe